# Bombenanschlag auf die US-Botschaft in Beirut 1983

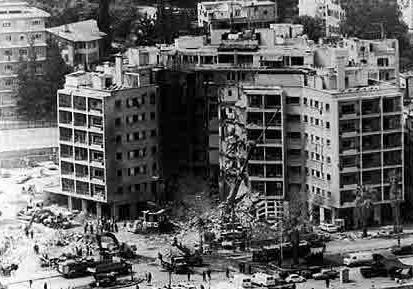
US-Botschaft nach dem Anschlag

Beim Bombenanschlag auf die US-Botschaft in Beirut am 18. April 1983 durch einen Selbstmordattentäter kamen über 60 Menschen ums Leben. Die Autobombe, bei der es sich um einen mit 910 Kilogramm Sprengstoff beladenen Lastwagen handelte, detonierte um etwa 13 Uhr. Der Lastwagen war zuvor von der Botschaft gestohlen worden.
Insgesamt kamen bei dem Anschlag 63 Menschen ums Leben: 32 libanesische Angestellte, 17 Amerikaner und 14 Besucher bzw. Passanten. Von den 17 Amerikanern arbeiteten neun bei der CIA, darunter auch Robert Ames. Daneben wurden etwa 120 Menschen verletzt.
Eine proiranische Gruppe namens „Islamistische Dschihad-Organisation“, mit Verbindungen in den Iran und nach Syrien, laut den Buchautoren Éric Denécé und David Elkaïm ein Deckname der Hisbollah, übernahm in einem Telefonanruf bei einer Nachrichtenagentur direkt nach dem Attentat die Verantwortung für den Anschlag. Der anonyme Anrufer sagte: „Das ist ein Teil der iranischen Revolutionskampagne gegen imperialistische Ziele auf der ganzen Welt. Wir werden weiterhin jede imperialistische Anwesenheit im Libanon bekämpfen, einschließlich ausländische Streitkräfte.“ Die Gruppe hatte schon früher die Verantwortung für einen Anschlag übernommen, bei dem fünf US-amerikanische Soldaten der Friedenstruppen verwundet wurden.